# Авраамий, Иоанн
Иоанн Авраамий — астролог и астроном, жил в Константинополе и Мициленах около 1370—1390 г.
Практиковал магию и составлял гороскопы для Андроника IV и его сына Иоанна VII, с целью предсказания результатов их борьбы с Иоанном V и Мануилом II. Важнейшим результатом его работ было издание классических текстов по астрологии. И. Авраамий был автором трактатов по астрономии, в которых отошёл от традиции Феодора Метахита, Никифора Григорова и Исаака Аргыра, которая ушла от Птолемея, и руководствовался исламской традицией, вслед за такими авторами, как Григорий Хиянияд, Георгий Хрысакок и Феодор Мелицениёт. Основанная И. Авраамием школа существовала примерно до 1410 г. Его последователями были Елевтэрый Зебелен, также известный как Елевтэрый Илиец (род. 1343), и Дионисий
Сохранилось несколько работ астрономического, астрологического, медицинского, магического и риторического содержания, принадлежащих И. Авраамию и его школе. Они выдавали сочинения Птолемея, псевдо-Птолемея, Гефестиона Фиванского, Олимпиодора Младшего и Ретория Египетского. Для этих изданий характерно грамматические поправки оригинального текста, а также изменен порядок представления технического материала и дополнение новыми деталями. В рукописях встречаются и переводы из арабских астрологических текстов, таких как «Таинства» Абу-Машаров и «Введение» Ахмеда Перси.
В 1376 Авраамий написал трактат о соединении и оппозиции Солнца и Луны, основанный на «Новых таблицах» Исаака Аргыра, критически пересмотренных, поскольку этот автор, по мнению И. Авраамия, руководствовался Пталамеям, а не «Персидском таблицам», популярными после Хрысыкока . В этом трактате подсчеты дат, а иногда и особенностей 39 затмений между 1376 и 1408 велись по обе этих таблицах. Так И. Авраамий безуспешно пытался доказать, что точность описания равноденствий по исламским таблицам лучше, чем по таблицам Пталамея.